# (3803) Тучкова
(3803) Тучко́ва (лат. Tuchkova) — астероид главного пояса, который был открыт 2 октября 1981 года советской женщиной-астрономом Людмилой Журавлёвой в Крымской обсерватории и назван в честь Маргариты Михайловны Тучковой, основательницы Спасо-Бородинского монастыря.

Орбита астероида Тучкова и его положение в Солнечной системе